# LAURENTI MARTINA
| MANIFESTAZIONE                | ORO | ARGENTO | BRONZO |
| ----------------------------- | --- | ------- | ------ |
| CAMPIONATI EUROPEI YOUTH      | 4   |         |        |
| CAMPIONATI ITALIANI ASSOLUTI  |     | 2       |        |
| CAMPIONATI ITALIANI CATEGORIA |     |         |        |

Martina Laurenti (5 ottobre 2007) è una nuotatrice italiana, che svolge attività anche nel nuoto per salvamento dove detiene il record italiano juniores e cadetti dei 50mt trasporto manichino e il record italiano cadetti nella prova dei 100 metri percorso misto.